# Diploderma micangshanense
Diploderma micangshanense — вид ігуаноподібних ящірок родини агамових (Agamidae). Ендемік Китаю.

## Поширення і екологія
Diploderma micangshanense широко поширені в центральному Китаї, в провінціях Ганьсу, Хенань, Шаньсі, Шеньсі та Сичуань. Вони живуть в первинних і вторинних широколистяних помірних лісах. Зустрічаються на висоті від 600 до 1400 м над рівнем моря. Відкладають яйця.